# روبن بارنو
روبن بارنو (اسپانیایی: Rúben Bareño‎؛ زادهٔ ۲۳ ژانویهٔ ۱۹۴۴) بازیکن سابق فوتبال اهل اروگوئه است.
از باشگاه‌هایی که در آن بازی کرده‌است می‌توان به باشگاه فوتبال سرو و باشگاه فوتبال راسینگ کلوب آویاندا اشاره کرد.